# Klubi Sportiv Vllaznia 2015-2016

## Rosa
| N. |                       | Ruolo | Calciatore                     |
| -- | --------------------- | ----- | ------------------------------ |
| 1  | Montenegro (bandiera) | P     | Andrija Dragojević             |
| 2  | Albania (bandiera)    | D     | Erdenis Gurishta               |
| 3  | Albania (bandiera)    | D     | Antonio Marku                  |
| 4  | Albania (bandiera)    | D     | Esin Hakaj                     |
| 5  | Albania (bandiera)    | C     | Alsid Tafili                   |
| 6  | Albania (bandiera)    | C     | Ardit Krymi                    |
| 7  | Albania (bandiera)    | C     | Florind Bardulla               |
| 8  | Kosovo (bandiera)     | A     | Berat Ahmeti                   |
| 9  | Albania (bandiera)    | A     | Arenc Dibra                    |
| 10 | Albania (bandiera)    | C     | Ndriçim Shtubina (capitano)    |
| 11 | Albania (bandiera)    | A     | Eraldo Çinari                  |
| 13 | Albania (bandiera)    | D     | Polizoi Arbëri (vice-capitano) |
| 14 | Montenegro (bandiera) | A     | Bekim Erkoçeviq                |

| N. |                        | Ruolo | Calciatore       |
| -- | ---------------------- | ----- | ---------------- |
| 17 | Albania (bandiera)     | A     | Denis Dyça       |
| 18 | Stati Uniti (bandiera) | D     | Ronaldo Rudović  |
| 19 | Albania (bandiera)     | A     | Arlind Kalaja    |
| 21 | Albania (bandiera)     | D     | Endrit Vrapi     |
| 23 | Albania (bandiera)     | D     | Denis Pjeshka    |
| 24 | Albania (bandiera)     | C     | Jetmir Sefa      |
| 26 | Albania (bandiera)     | C     | Ambroz Kapaklija |
| 30 | Albania (bandiera)     | P     | Alen Sherri      |
| 31 | Albania (bandiera)     | P     | Erind Selimaj    |
| 59 | Montenegro (bandiera)  | D     | Stefan Cicmil    |
|    | Albania (bandiera)     | C     | Uendi Veçaj      |
|    | Albania (bandiera)     | C     | Arsid Kruja      |
|    | Albania (bandiera)     | A     | Rubin Hebaj      |